# Gatamuhoro
Gatamuhoro är ett vattendrag i Burundi.   Det ligger i provinsen Cibitoke, i den nordvästra delen av landet, 60 kilometer norr om huvudstaden Bujumbura.
Omgivningarna runt Gatamuhoro är en mosaik av jordbruksmark och naturlig växtlighet. Runt Gatamuhoro är det tätbefolkat, med 397 invånare per kvadratkilometer.